# Sybreed
Sybreed est un groupe de cyber metal suisse, originaire de Genève, dans le Canton de Genève. Formé en 2003, Sybreed est issu des cendres d'un groupe de dark metal suisse appelé Rain. Leur premier album, Slave Design, est publié en 2004 au label Reality Entertainment. Leur deuxième album, Antares, est publié en Europe en 2007. Le groupe se sépare en 2013.

## Biographie
Sybreed est issu des cendres d'un groupe de dark metal suisse appelé Rain. Drop (guitare) fait un léger virage vers la musique électronique, pour proposer un alliage original de metal à tendance hardcore, des sonorités électroniques et de mélodies inspirées par des groupes comme In Flames. Le nom du groupe est un jeu de mots entre les mots anglais synthetic et breed. The Drone est le nom du studio d'enregistrement, monté par Drop à Genève, qui est utilisé par Sybreed pour ses enregistrements mais aussi par d'autres groupes.
Leur premier album, Slave Design, est publié en 2004 au label Reality Entertainment, et fait une percée reconnue dans le milieu. Il est bien accueilli par la presse spécialisée,,. En février 2006, le groupe se sépare de son batteur Alex, et cherche un remplaçant. Ils recrutent par la suite Kevin Choiral. En octobre 2006, Sybreed annonce une suite à son premier album. Leur deuxième album, Antares, est publié en Europe le 1er octobre 2007 sous le nouveau label du groupe Listenable Records. Dirk Verbeuren, batteur des groupes Soilwork et Scarve (sous Listenable Records également) participe à cet album. Le troisième album, The Pulse of Awakening est publié en Europe fin 2009 sous Listenable Records.
Le 7 avril 2010, leur chanson Doomsday Party devient un contenu téléchargeable pour le jeu vidéo Rock Band. Au mois d'avril 2011, Sybreed publie un EP, intitulé Challenger, seulement disponible via iTunes le 23 avril, mais représentatif de leur quatrième album à venir, God is an Automaton, publié le 24 septembre 2012 en Europe, et le 2 octobre en Amérique du Nord. À la fin de 2012, Sybreed publie la vidéo de la chanson No Wisdom Brings Solace, issue de God is an Automaton, réalisée par Anthony Dubois et filmée le 18 octobre 2012 au festival Euroblast de Cologne, en Allemagne. Le 18 février 2013, le groupe publie une vidéo de la chanson The Line of Least Resistance, aussi issue de God is an Automaton, réalisée par Benjamin Cappelletti.
En octobre 2013, Benjamin annonce son départ du groupe pour raisons professionnelles et personnelles. À la suite de cette annonce le reste du groupe annule la tournée avec Soilwork. Les membres décident de mettre un terme à Sybreed, et de se consacrer à d'autres projets. Ils feront un point plus tard sur la situation du groupe en 2014,.

## Style musical
Le groupe est en partie inspiré par Fear Factory ou encore Samael, et propose une musique particulièrement efficace mais décharnée, mécanique, froide, et surtout conceptuelle, propre au cyber metal. Ainsi, comme Slave Design ou encore The Pulse of Awakening, Sybreed se base sur le futur décadent, perverti et mécanisé de l'humain pour faire deux albums dans une optique cyber metal très prononcée.

## Membres

### Derniers membres
- Thomas « Drop » Betrisey - guitare (2003-2013)[1]
- Kevin Choiral - batterie (2006-2013)[1]
- Ales Campanelli - basse (2011-2013)[1]

### Anciens membres
- Alex - batterie (2003-2006)[1]
- Burn (Luis) - basse (2003-2009)[1]
- Stéphane Grand - basse (2009-2011)[1]
- Benjamin Nominet (aka Ben) - chant (2003-2013)[1]

## Discographie
- 2004 : Slave Design
- 2007 : Antares
- 2009 : A.E.O.N. (EP)
- 2009 : The Pulse of Awakening
- 2011 : Challenger (EP)
- 2012 : God is an Automaton